# منجش (الرجم)

تعديل مصدري - تعديل

منجش هي إحدى قرى عزلة بني الجلبي بمديرية الرجم التابعة لمحافظة المحويت، بلغ تعداد سكانها 514 نسمة حسب تعداد اليمن لعام 2004.